# Witold Pilecki
  Witold Pilecki    (Olonets, 13 de maig de 1901 - Varsòvia, 25 de maig de 1948) va ser un oficial de cavalleria, agent secret i líder de la resistència polonesa durant la Segona Guerra Mundial. El 1940 va oferir-se voluntari per a deixar-se capturar pels nazis i ser enviat al camp de concentració d'Auschwitz per a reunir informació sobre les activitats del camp, que eren desconegudes en aquella època. Després d'aconseguir escapar, va redactar un informe que va ser enviat a les potències aliades, detallant per primer cop les activitats de l'Holocaust.
Va néixer a Carèlia, on la seva família polonesa havia estat enviada de forma forçosa després que el seu avi hagués participat en l'Aixecament de gener de 1863. Va servir com a oficial de cavalleria en la guerra poloneso-soviètica i la Segona Guerra Mundial. També va fundar el grup de resistència Tajna Armia Polska i va participar en l'Exèrcit Nacional Polonès.
El 1940 va presentar-se voluntari en una operació de la resistència polonesa per a infiltrar-se a Auschwitz, on va organitzar un moviment d'insurgència que va arribar a aplegar centenars de reclusos, enviant missatges als aliats on es detallaven les atrocitats nazis al camp. Va escapar-se el 1943 després de passar-hi dos anys i mig.
Posteriorment va lluitar a l'Aixecament de Varsòvia l'octubre de 1944. Pel fet que va mantenir-se fidel al govern polonès a l'exili, situat a Londres, va convertir-se en objectiu del govern prosoviètic de Polònia després de la guerra, i va ser detingut el 1947 per "imperialisme estranger" essent jutjat i condemnat a mort. Va ser executat el 1948.
La seva biografia va ser ocultada pel govern comunista de Polònia i va ser recuperada després de l'adveniment de la democràcia, entre d'altres per l'escriptor Józef Garliński, que també havia estat empresonat a Auschwitz. Des d'aleshores ha estat àmpliament reconegut al seu país, on se l'ha considerat una de les figures més importants de la guerra.